# しあわせになるために
「しあわせになるために」は、日本のミュージシャンナオト・インティライミの10枚目のシングル。2012年11月28日発売。発売元はユニバーサルミュージック。

## 収録曲
全作曲：ナオト・インティライミ
1. しあわせになるために [4:28]
作詞：ナオト・インティライミ・川村結花／編曲：大久保薫
2. 君に逢いたかった -Acoustic ver.- [4:26]
作詞：ナオト・インティライミ・川村結花
3. しあわせになるために [KARAOKE][4:28]